# Jan starší Bruntálský z Vrbna

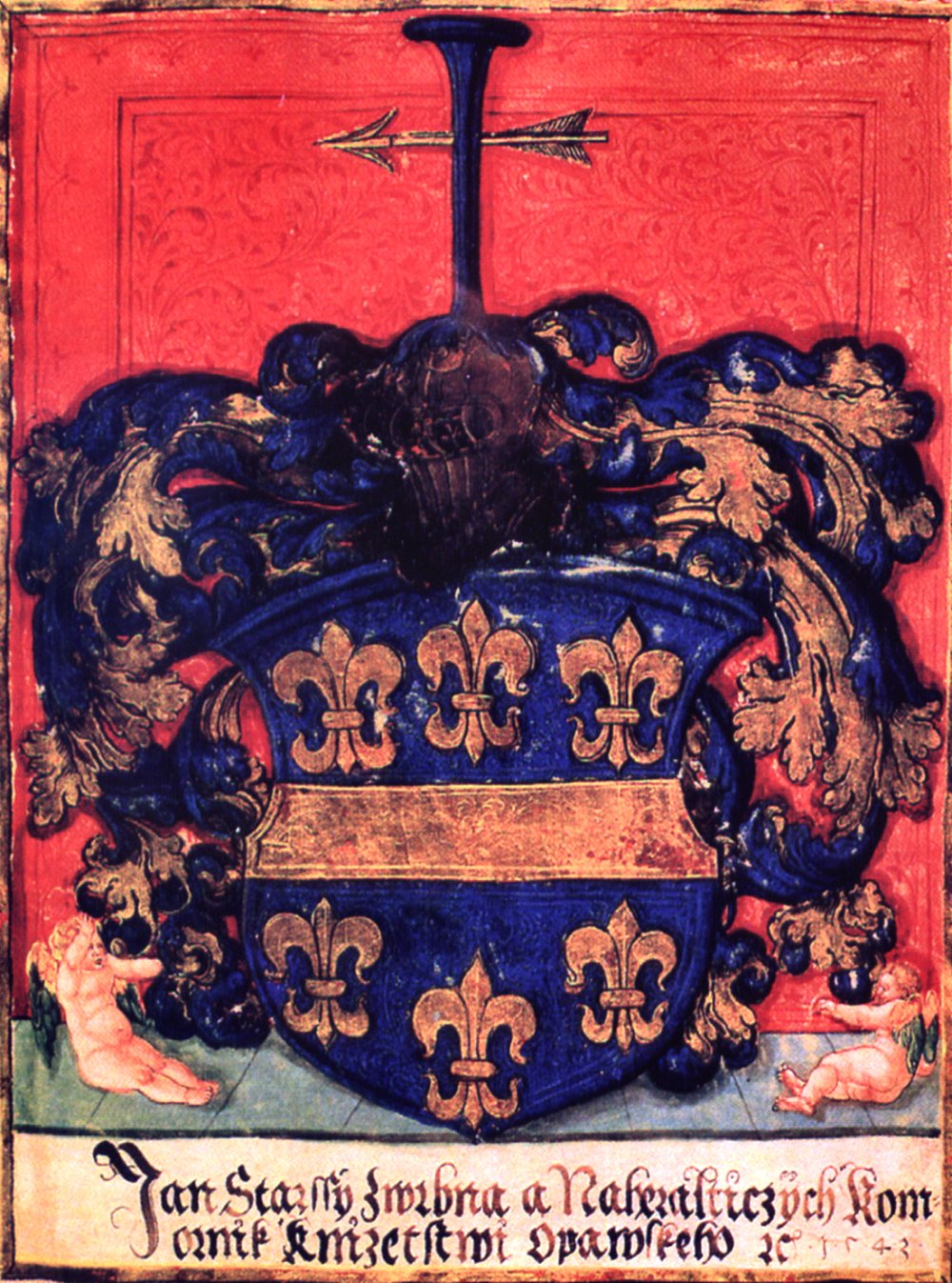
Janův erb v zemských deskách Knížectví opavského.

Jan starší Bruntálský z Vrbna († 26. ledna 1559) byl nejvyšší komorník opavského knížectví a opavský zemský hejtman z rodu Bruntálských z Vrbna.

## Život
Narodil se jako syn Bernarta Bruntálského z Vrbna a jeho manželky Kateřiny ze Šternberka. Byl pánem na Bruntále a Velkých Heralticích. Během svého života se stal luteránem a oženil se s Johankou ze Žerotína († 1560). Z manželství se narodily děti Bernart, Hynek, Štefan ml., Mandalena, Bohunka a snad i Kateřina.